# نظریه انسداد
نظریه انسداد یا انسداد باب علم و علمی نظریه‌ای در اصول فقه شیعه است. به این معنا که در زمان غیبت معصوم، راه برای فهمیدن نظر او بسته‌است و بیشتر روایات هم که خبر واحدند فاقد استحکام سندی لازم برای افتا هستند، همچنین عمل به احتیاط موجب عسر و حرج است؛ بنابراین از آن‌جا که ظن بر شک و وهم برتری دارد باید به ظن خود عمل کنیم و ظن مطلق را حجت بدانیم. نظریه انسداد براین اعتقاد است که با توجه به منابع شرعی که اکنون در اختیار ما است در اکثر احکام شرعی امکان رسیدن به یقین برای ما وجود ندارد.
این نظریه به مسلک انسدادی شهرت یافته و در مقابل نظریه مشهور اصولیان به مسلک انفتاحی معروف است. مهمترین مدافع نظریه انسداد میرزای قمی صاحب قوانین الاصول است، که بیش از همه بر حقانیت این نظریه اصرار ورزیده‌است. استدلالات او توسط جمعی دیگر از فقهای متأخر از جمله آخوند خراسانی، میرزای نائینی، محقق اصفهانی، آقا ضیاءالدین عراقی، عبدالکریم حائری یزدی، روح‌الله خمینی و بویژه مرتضی انصاری رد شده‌است. در میان فقهای معاصر موسی شبیری زنجانی از پیروان این نظریه است.در کتاب رسائل شیخ اعظم برای اثبات نظریه انسداد چهار مقدمه می آورد اما صراحتا در رد یا قبول نظر نمی دهد. بعد از ذکر چهار مقدمه تنبیهات مفیدی مطرح می کند که در شش بخش تنظیم شده است.

## شروط تمام بودن دلیل انسداد
تمام بودن دلیل انسداد، بر تحقق مقدماتی (مقدمات انسداد) مبتنی است که عبارتند از:
۱. علم اجمالی به وجود احکام واقعی بسیار در شرع مقدس و نیز مکلف بودن به آن‌ها؛
۲. بسته بودن باب علم و علمی، نسبت به بسیاری از احکام و تکالیف شرعی؛
۳. عدم جواز سهل انگاری نسبت به تکالیف واقعی و امتثال آن‌ها؛
۴. این مقدمه در سه بخش بیان می‌شود:
ا) عدم وجوب احتیاط تام؛ زیرا یا سبب هرج و مرج و اختلال نظام می‌شود یا باعث عسر و حرج گردد؛
ب) عدم جواز رجوع ابتدائی به اصول عملیه ؛
ج) عدم جواز عمل مجتهد به فتوای مجتهدی دیگر.
۵. اکنون که احتیاط واجب نشد، اگر به موهومات و مشکوکات عمل گردد و مظنونات کنار گذاشته شود، ترجیح مرجوح بر راجح لازم می‌آید که قبیح است؛ بنابراین، عقل به طور مستقل حکم می‌کند که باید نسبت به تکالیف معلوم بالاجمال، اطاعت ظنی کرد؛ در نتیجه، مطلق ظن حجیت می‌یابد.